# Dunja Hayali
 (août 2017).
Le contenu est difficilement compréhensible vu les erreurs de traduction, qui sont peut-être dues à l'utilisation d'un logiciel de traduction automatique.

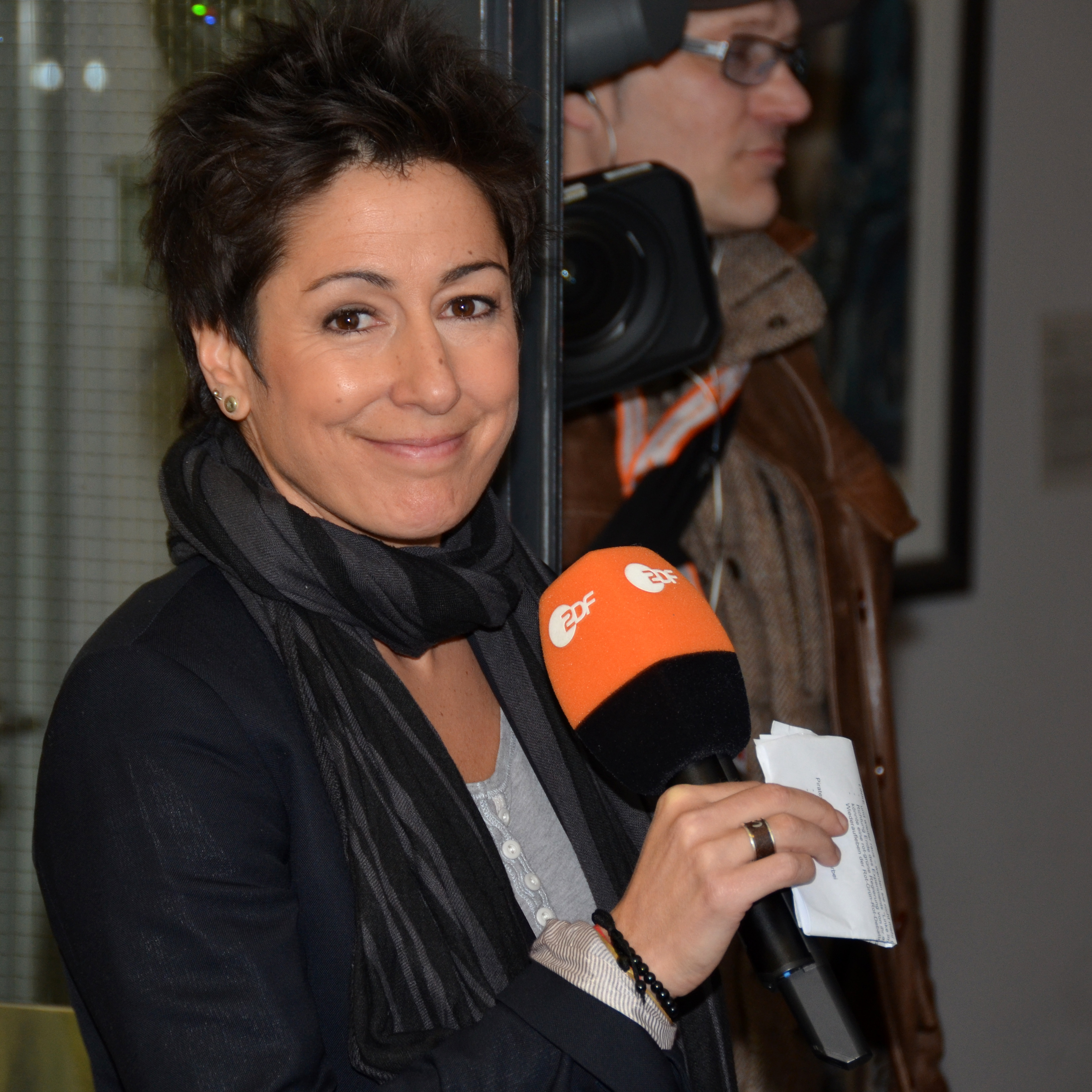
Dunja Hayali en 2013

Dunja Hayali, née le 6 juin 1974 à Datteln, est une journaliste, animatrice de radio et animatrice de télévision allemande.

## Biographie

### Origine, jeunesse, formation
Dunja Hayali est la fille d'irakiens chrétiens de Mossoul. Sa mère est chrétienne chaldéenne catholique, son père est chrétien orthodoxe syrien. Hayali a été elle-même catholique et dans sa jeunesse acolyte, mais elle quitta l'Église. Ses parents se sont déménagés de Bagdad pour se transférer d'abord à Vienne afin d'étudier médecine et pharmacie. Au moment de la naissance de Hayali son père exerçait dans une consultation privée à Datteln, où la mère l'aidait,. Son frère aîné est aussi médecin, sa sœur aînée a travaillé comme infirmière, puis dans un hôpital. Dans sa jeunesse, elle pratiqua différents sports. Elle joua au volley-ball et au football, entraîna au judo et jusqu'à l'âge de 15 ans elle a joué au  tennis comme sport compétitif.
Elle étudia de 1995 à 1999 à la Deutsche Sporthochschule Köln, à Cologne , avec l'accent mis sur "la communication et les médias". au cours de ses études, elle effectua des stages à des chaînes de TV et stations de radio allemandes.

### Carrière comme journaliste, visibilité, et engagement politico-social
Après avoir obtenu son diplôme, elle a travaillé en tant que présentatrice de sports à la radio Deutsche Welle (Cologne/Bonn), comme indépendante à Radio Köln , et comme présentatrice du magazine Journal pour la Deutsche Welle TV à Berlin. En outre, Hayali a modéré quelques émissions et nouvelles sportives à la télévision régionale TV.nrw, qui cessa ses transmissions à la mi-2005.
En avril 2007, elle a pris Hayali la modération de la ZDF heute-Nachrichten (surtout aujourd'hui en Allemagne et les éditions en fin de semaine), ainsi que la co-présentation du heute-journal , avec le présentateur principal Steffen Seibert. Depuis octobre 2007, et a animé également le ZDF-Morgenmagazin, présenté par elle à partir d'octobre 2010 en tant que remplaçante de Patricia Schäfer, en plus de Wulf Schmiese ou Mitri Sirin à la fin des émissions de l'après-midi (de 7 à 9 H) comme principale animatrice. Le 21 septembre 2010, Hayali est apparue pour la dernière fois en tant que hôtesse du heute-journal.
À l'été de 2015 et de 2016, Hayali prit la place de Maybrit Illner pour présenter l'émission de la ZDF, ZDFdonnerstalk. Le programme de débat continua comme nouvel espace sous le titre Dunja Hayali.
Elle a modéré aussi des événements tels que le congrès de haut niveau de l'énergie renouvelable.
Dunja Hayali reçut le Goldenen Kamera 2016 dans la catégorie de Meilleure Information. Dans son discours à l'occasion de la cérémonie de remise des prix le 6 mai de février 2016, elle thématisa également sur la haine dont elle avait été la cible après un certain temps. Elle déclara que « dans un pays où la liberté d'expression est un grand bien, tout le monde peut et doit exprimer leurs préoccupations et leurs craintes, sans être placés directement dans le coin nazi. Mais, si vous exprimez des commentaires racistes, alors vous êtes un maudit raciste ». Lors de son discours, elle reçut une ovation debout dans le hall.
Elle est militante de l'association Gesicht Zeigen! (Montrez votre visage!). Comme ambassadrice, elle a soutenu l'initiative, Respekt! Kein Platz für Rassismus. (Respect! Il n'y a pas de place pour le racisme).

### Vie privée
Hayali annonça en 2008 que depuis 2007 elle était dans un rapport amoureux avec Mareike Arning, chanteuse du groupe Pop Punk- Uschi's Orchester.

## Prix

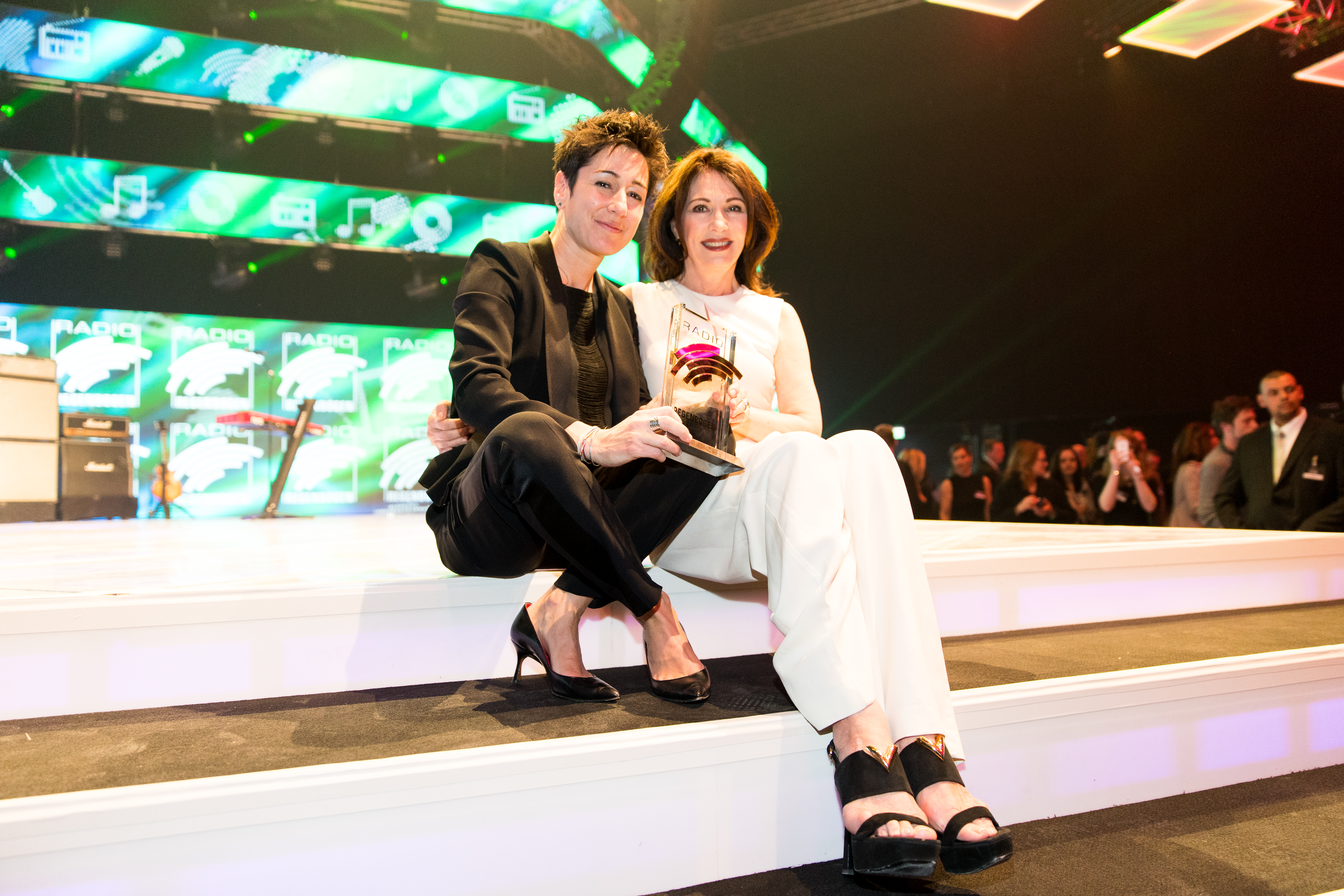
Dunja Hayali avec la présentatrice l'Iris Berben aux Radio Regenbogen Award 2017 à Europa-Park

- 2016: Caméra d'or dans la catégorie Meilleure Information
- 2016: Prix Robert-Geisendörfer : prix spécial du jury, pour des réalisations publicitaires ou artistiques exemplaires.
- 2016: l'Ordre du mérite de l'état de Rhénanie du Nord-Westphalie[10]
- 2016: Prix Annemarie Renger de l'Arbeiter-Samariter-Bundes Deutschland[11]
- 2017: Radio Regenbogen Award comme Medienfrau 2016 (Femme des médias 2016)

## Publications
- Avec Elena Senft: Is’ was, Dog? Mein Leben mit Hund und Haaren. Ullstein, Berlin 2014,  (ISBN 978-3-86493-021-8); ibid. 2015,  (ISBN 978-3-548-37592-2)